# Vlahovići (Ljubinje)
Pour les articles homonymes, voir Vlahovići.
Vlahovići (en serbe cyrillique : Влаховићи) est un village de Bosnie-Herzégovine. Il est situé dans la municipalité de Ljubinje et dans la république serbe de Bosnie. Selon les premiers résultats du recensement bosnien de 2013, il compte 65 habitants.

## Démographie

### Évolution historique de la population dans la localité
| 1948 | 1953 | 1961 | 1971 | 1981 | 1991 | 2013 |
| ---- | ---- | ---- | ---- | ---- | ---- | ---- |
| 612  | 598  | 549  | 459  | 267  | 169, | 65   |

|  |

### Communauté locale
En 1991, la communauté locale de Vlahovići comptait 311 habitants, répartis de la manière suivante :

## Personnalité
Le sénateur, poète et académicien Gojko Đogo est né dans le village en 1940.